# Danh sách loài cá cảnh nước ngọt
Một số lượng lớn các loài cá cảnh đã được nuôi thành công trong các hồ cá nước ngọt. Danh sách này đưa ra một số các loài cá này thường được nuôi.

## Cá chép mỡ
| Cá tetra |

| Tên thường gọi             | Tên khoa học                   | Hình ảnh | Kích cỡ           | Xếp loại  | Độ khó        | Bình luận | Nhiệt độ | Độ ph |
| -------------------------- | ------------------------------ | -------- | ----------------- | --------- | ------------- | --- | -------- | ----- |
| Cá hắc kỳ                  | Hyphessobrycon megalopterus    |          | 4,5 cm (1,8 in)   | Community | Dễ            | Loài này trông khá giống loài H.eques Chúng có một vệt đen ngắn ở gần mang của chúng.                                                              |          |       |
| Cá neon đen                | Hyphessobrycon herbertaxelrodi |          | 4 cm (1,6 in)     | Community | Dễ            | Loài này sinh sống và sinh sản ở những vùng nước tối,râm.Có lẽ vì thế mà chúng có màu đen.                                                         |          |       |
| Cá hắc quần                | Gymnocorymbus ternetzi         |          | 5 cm (2,0 in)     | Community | Dễ            | Loài này rất háu ăn và có tật rỉa vây. |          |       |
| Cá tetra tim đỏ            | Hyphessobrycon erythrostigma   |          | 6,5 cm (2,6 in)   | Community | Trung bình    | Loài này có cái tên đó bởi chúng có một chấm đỏ ở ngay tim nó.                                                                                     |          |       |
| Cá tetra đuôi đỏ           | Aphyocharax anisitsi           |          | 5 cm (2,0 in)     | Community | Dễ            | Loài này có cái tên đó bởi chúng có đuôi đỏ. |          |       |
| Cá tetra xanh              | Boehlkea fredcochui            |          | 5 cm (2,0 in)     | Community | Dễ            | Loài này có cái tên đó bởi chúng có vệt xanh. |          |       |
| Cá tetra miệng đen         | Exodon paradoxus               |          | 5 cm (2,0 in)     |           | Dễ/Trung bình | Loài này rất nghịch.Chúng sẽ ăn những con cá nhỏ hơn và quấy rối những con cá lớn hơn.                                                             |          |       |
| Cá tetra Buenos Aires      | Hyphessobrycon anisitsi        |          | 7,5 cm (3,0 in)   |           | Dễ            | Đây là loại cá khá lớn và đẹp trong họ Characidae.                                                                                                 |          |       |
| Cá neon vua                | Paracheirodon axelrodi         |          | 5 cm (2,0 in)     | Community | Trung bình    | Đây là loài được ưa chuộng nhất trong bể thủy sinh.Chúng trông khá giống với P.innesi nhưng chỉ khác ở điểm vệt đỏ của loài này dài và rõ nét hơn. |          |       |
| Cá hang động mù            | Astyanax mexicanus             |          | 12 cm (4,7 in)    |           | Dễ            | Loài này sống ở các hang động,vì thế chúng không cần mắt(mắt bị da bọc lại,bị thoái hóa) mặc dù khi còn nhỏ,chúng vẫn có mắt.                      |          |       |
| Cá tetra Công Gô           | Phenacogrammus interruptus     |          | 7,5 cm (3,0 in)   | Community | Trung bình    | Loài này thích sống ở những vùng nước mềm như ở nơi chúng sống.                                                                                    |          |       |
| Cá neon hoàng đế           | Nematobrycon palmeri           |          | 5 cm (2,0 in)     |           | Dễ            | Loài này có cái tên như vậy bởi vì chúng có cái đuôi cong khá giống với cái vương miện.                                                            |          |       |
| Cá tetra ngọc thanh lựu    | Hemigrammus pulcher            |          | 6,5 cm (2,6 in)   | Community | Dễ            | Loài này có vẻ đẹp ở cuối đuôi của chúng. |          |       |
| Cá neon lửa cam            | Hemigrammus erythrozonus       |          | 3,75 cm (1,48 in) | Community | Dễ            | Loài này được cho là dễ nuôi hơn P.innesi. |          |       |
| Cá tetra pristella         | Pristella maxillaris           |          | 5 cm (2,0 in)     | Community | Dễ            | Loài này đẹp chủ yếu ở các vây và đuôi. |          |       |
| Cá neon xanh               | Paracheirodon simulans         |          | 2,5 cm (0,98 in)  | Community | Trung bình    | Loài này có tên khá giống với loài P.innesi nhưng chỉ khác ở màu sắc(loài này có màu xanh lá)                                                      |          |       |
| Cá tetra đầu đuôi đèn      | Hemigrammus ocellifer          |          | 4 cm (1,6 in)     | Community | Dễ            | Loài này có hai điểm chấm vàng ở đầu và đuôi. Chúng còn có chấm đen ở đuôi.                                                                        |          |       |
| Cá neon chanh              | Hyphessobrycon pulchripinnis   |          | 5 cm (2,0 in)     | Community | Dễ            | Loài này rất có thể nhảy ra khỏi hồ nuôi, trừ khi có một số cây thủy sinh nổi như bèo...                                                           |          |       |
| Cá neon thường             | Paracheirodon innesi           |          | 3,75 cm (1,48 in) | Community | Dễ            | Đây là loài phổ biến nhất trong họ Characidae. Chúng có tên khá giống với loài P.simulans.                                                         |          |       |
| Cá chim cánh cụt           | Thayeria boehlkei              |          | 6,5 cm (2,6 in)   |           | Dễ            | Loài này trông khá giống với loài cá bút chì bởi da của chúng.                                                                                     |          |       |
| Cá tetra mắt đỏ            | Moenkhausia sanctaefilomenae   |          | 4 cm (1,6 in)     | Community | Dễ            | Loài này có cái tên như vậy bởi chúng có đôi mắt đỏ.                                                                                               |          |       |
| Cá tetra đỏ chấm đen       | Hyphessobrycon sweglesi        |          | 4,5 cm (1,8 in)   | Community | Dễ            | Loài này có màu đỏ trong suốt. |          |       |
| Rummy-nose tetra           | Hemigrammus rhodostomus        |          | 5 cm (2,0 in)     | Community | Dễ/Trung bình | Loài này luôn đi theo đàn,tạo cho người coi một cảm giác tuyệt vời                                                                                 |          |       |
| Cá tetra đĩa               | Myleus schomburgkii            |          | 40 cm (16 in)     |           | Trung bình    | Loài này khá to trong họ Characidae.Chúng có quan hệ gần gũi với loài piranha và pacu.                                                             | 23-27 °C |       |
| Cá hồng tử kỳ              | Hyphessobrycon serpae          |          | 4,5 cm (1,8 in)   | Community | Dễ            | Loài này trông khá giống với loài H.megalopterus. Chúng có một vệt đen ngắn ở gần mang của chúng.                                                  |          |       |
| Cá tetra thân vàng đuôi đỏ | Hyphessobrycon roseus          |          | 4,5 cm            |           | Dễ            | Loài này trông khá đẹp. |          |       |

| Cá rìu vạch |

| Tên thông thường         | Loài                     | Hình | Size          | Phân loài | Chăm sóc   | Remarks |
| ------------------------ | ------------------------ | ---- | ------------- | --------- | ---------- | --- |
| Cá rìu vạch thông thường | Gasteropelecus sternicla |      | 4 cm (1,6 in) | Community | Dễ         | Loài này có thân hình như một đầu rìu,vì thế chúng thường bay lên khỏi mặt nước để bắt mồi.Chúng là loài ăn thịt. |
| Cá rìu vạch bạc          | Gasteropelecus levis     |      | 5 cm (2,0 in) |           | Dễ         | Loài này có thân hình như một đầu rìu,vì thế chúng thường bay lên khỏi mặt nước để bắt mồi.Chúng là loài ăn thịt. |
| Cá rìu vạch cẩm thạch    | Carnegiella strigata     |      | 5 cm (2,0 in) | Community | Dễ         | Loài này có thân hình như một đầu rìu,vì thế chúng thường bay lên khỏi mặt nước để bắt mồi.Chúng là loài ăn thịt. |
| Cá rìu vạch cánh đen     | Carnegiella marthae      |      | 4 cm (1,6 in) | Community | Trung bình | Loài này có thân hình như một đầu rìu,vì thế chúng thường bay lên khỏi mặt nước để bắt mồi.Chúng là loài ăn thịt. |

| Cá bút chì |

| Tên thường gọi      | Tên khoa họ              | Hình ảnh | Kích cỡ       | Xếp loại  | Độ khó     | Bình luận                                                | Nhiệt độ | Độ ph |
| ------------------- | ------------------------ | -------- | ------------- | --------- | ---------- | -------------------------------------------------------- | -------- | ----- |
| Cá bút chì suối cạn | Nannostomus beckfordi    |          | 6 cm (2,4 in) | Community | Dễ         | Loài này đẹp hơn loài dưới.Chúng có một màu sắc rất đẹp. |          |       |
| Cá bút chì ba sọc   | Nannostomus trifasciatus |          | 5 cm (2,0 in) | Community | Trung bình | Loài này có một vài chấm đỏ trên người mình.             |          |       |

| Headstander |

| Common name       | Taxonomy               | Image | Size           | Tank type | Care level | Remarks                                                                                          |
| ----------------- | ---------------------- | ----- | -------------- | --------- | ---------- | ------------------------------------------------------------------------------------------------ |
| Cá chép cẩm thạch | Abramites hypselonotus |       | 13 cm (5,1 in) | Community | Trung bình | Loài này có nhiều sọc hơn khi chúng càng trưởng thành Đặc biệt khi lớn chúng càng ngày càng đẹp. |

| Serrasalminae (Cá pacu, piranha, and Cá đô la bạc) |

| Tên thường gọi | Tên khoa học            | Hình ảnh | Kích cỡ             | Xếp loại | Độ khó | Bình luận | Nhiệt độ | Độ ph |
| -------------- | ----------------------- | -------- | ------------------- | -------- | ------ | --- | -------- | ----- |
| Cá đô la bạc   | Metynnis argenteus      |          | 15 cm (5,9 in)      |          | Khó    | Tên "silver dollar" cũng có thể liên quan tới Metynnis hypsauchen, Metynnis maculatus, hoặc cá khác có liên quan. Nó nhai và ăn thực vật. |          |       |
| Cá chim đen    | Colossoma bidens        |          | 120 cm (3,9 ft)     |          | Khó    | Loài này có quan hệ gần với pacu hơn là với piranha.                                                                                      | 26-28oC  |       |
| Cá ma cà rồng  | Hydrolycus scomberoides |          | 100–200 cm (3–6 ft) |          | Khó    | Loài này cần một hồ lớn và nó ăn hầu hết được giữ chung với nó, bao gồm cả piranha bởi vì nó thậm chí có thể ăn piranha.                  |          |       |

## Cá hoàng đế
| Cá rô Hồ Malawi |

| Tên thường gọi                            | Tên khoa học                      | Hình ảnh | Kích cỡ         | Xếp loại    | Độ khó | Bình luận | Nhiệt độ | Độ ph   |
| ----------------------------------------- | --------------------------------- | -------- | --------------- | ----------- | ------ | --- | -------- | ------- |
| Sunshine peacock cichlid                  | Aulonocara baenschi               |          | 15 cm (5,9 in)  |             | Dễ     | | 26-28oC  | 7.6-8.2 |
| Red fin hap                               | Copadichromis borleyi             |          |                 |             |        | |          |         |
| Eureka red peacock                        | Aulonocara jacobfreibergi         |          | 15 cm (5,9 in)  |             | Dễ     | Loài này thường đẹp ở các con đực                                                                                           |          |         |
| Spilo                                     | Champsochromis spilorhynchus      |          | 40 cm (16 in)   |             |        | |          |         |
| Blue dolphin cichlid, lumphead cichlid    | Cyrtocara moorii                  |          | 25 cm (9,8 in)  |             | Dễ     | |          |         |
| Afra cichlid, dogtooth cichild            | Cynotilapia afra                  |          | 10 cm (3,9 in)  | Loài cá nhỏ | Dễ     | |          |         |
| Rusty cichlid, lavender cichild           | Iodotropheus sprengerae           |          | 10 cm (3,9 in)  | Loài cá nhỏ |        | |          |         |
| Fuelleborn's cichlid, Blue mbuna          | Labeotropheus fuelleborni         |          | 18 cm (7,1 in)  | Loài cá nhỏ |        | |          |         |
| Electric yellow cichlid                   | Labidochromis caeruleus           |          | 20 cm (7,9 in)  | Loài cá nhỏ | Dễ     | Cá rất năng động và thú vị, cần nhiều hang động đá để cho phép thành lập của vùng lãnh thổ, ít hung dữ hơn các loài cá khác |          |         |
| Malawi eyebiter                           | Dimidiochromis compressiceps      |          |                 |             | Dễ     | |          |         |
| Hongi, Red-top kimpumpa                   | Labidochromis sp. "Hongi"         |          | 13 cm (5,1 in)  | Loài cá nhỏ |        | |          |         |
|                                           | Labidochromis sp. "Mbamba Bay"    |          | 13 cm (5,1 in)  | Loài cá nhỏ |        | |          |         |
| Auratus cichlid, Malawi golden cichlid    | Melanochromis auratus             |          | 10 cm (3,9 in)  |             | Dễ     | Hung dữ |          |         |
| Chipokee cichlid                          | Melanochromis chipokae            |          | 12 cm (4,7 in)  | Loài cá nhỏ | Dễ     | Hung dữ |          |         |
| Blue johanni cichlid, Maingano            | Melanochromis cyaneorhabdos       |          | 10 cm (3,9 in)  | Loài cá nhỏ | Dễ     | Cá rất năng động và thú vị, cần nhiều hang động đá để cho phép thành lập của vùng lãnh thổ, ít hung dữ hơn các loài cá khác |          |         |
| Pearl of Likoma                           | Melanochromis joanjohnsonae       |          | 10 cm (3,9 in)  | Loài cá nhỏ | Dễ     | |          |         |
| Johanni cichlid                           | Melanochromis johannii            |          | 10 cm (3,9 in)  | Loài cá nhỏ | Dễ     | Loài này khá hung dữ. |          |         |
| Aurora                                    | Melanochromis aurora              |          | 10 cm (3,9 in)  | Loài cá nhỏ | Dễ     | |          |         |
| Red zebra cichlid                         | Metriaclima estherae              |          | 10 cm (3,9 in)  | Loài cá nhỏ | Dễ     | Cá rất năng động và thú vị, cần nhiều hang động đá để cho phép thành lập của vùng lãnh thổ, hung dữ                         |          |         |
| Cobalt blue cichlid, cobalt zebra cichlid | Maylandia callainos               |          | 10 cm (3,9 in)  | Loài cá nhỏ | Dễ     | Cá rất năng động và thú vị, cần nhiều hang động đá để cho phép thành lập của vùng lãnh thổ                                  |          |         |
| Kenyi cichlid                             | Maylandia lombardoi               |          | 13 cm (5,1 in)  | Loài cá nhỏ | Dễ     | |          |         |
| Fusco                                     | Nimbochromis fuscotaeniatus       |          | 25 cm (9,8 in)  |             |        | |          |         |
| Livingston's cichlid                      | Nimbochromis livingstonii         |          | 25 cm (9,8 in)  |             |        | |          |         |
| Kaligono                                  | Nimbochromis polystigma           |          | 30 cm (12 in)   |             |        | |          |         |
| Venustus cichlid, giraffe cichild         | Nimbochromis venustus             |          | 25 cm (9,8 in)  |             | Dễ     | |          |         |
| Red empress cichlid                       | Protomelas taeniolatus            |          | 15 cm (5,9 in)  |             |        | |          |         |
| Bumblebee cichlid, hornet cichlid         | Pseudotropheus crabro             |          | 15 cm (5,9 in)  | Loài cá nhỏ |        | |          |         |
| Yellow-tail acei                          | Pseudotropheus acei               |          | 10 cm (3,9 in)  | Loài cá nhỏ |        | |          |         |
| Dwarf Mbuna                               | Pseudotropheus demasoni           |          | 10 cm (3,9 in)  |             |        | |          |         |
| Saulosi                                   | Pseudotropheus saulosi            |          | 7,5 cm (3,0 in) | Loài cá nhỏ |        | |          |         |
| Malawi barracuda                          | Rhampsochromis cf. macrophthalmus |          | 23 cm (9,1 in)  |             |        | |          |         |
|                                           | Tyrannochromis macrostoma         |          | 38 cm (15 in)   |             |        | |          |         |

| Cá rô Hồ Tanganyika |

|                                  | Boulengerochromis microlepis   |  | 90 cm (35 in)                            |  |            | cichlid lớn nhất                                                                                       |
| Frontosa cichild                 | Cyphotilapia frontosa          |  | 40 cm (16 in)                            |  |            | Hung dữ, nổi tiếng                                                                                     |
|                                  | Cyathopharynx furcifer         |  |                                          |  |            | Không có sẵn trong thị trường cá cảnh.                                                                 |
|                                  | Variabilichromis moorii        |  |                                          |  |            | |
| Frontosa cichild                 | Cyphotilapia gibberosa         |  | 40 cm (16 in)                            |  |            | frontosa gần đây đã được chia thành ba loài riêng biệt. gibberosa đến từ phần phía nam của hồ.         |
| Frontosa cichild                 | Cyphotilapia sp. "North"       |  | 40 cm (16 in)                            |  |            | This yet to be officially named species is intermediate in scale count between gibberosa and frontosa. |
| Julie cichlid                    | Julidochromis dickfeldi        |  |                                          |  | Dễ         | Đẹp, thú vị                                                                                            |
| Masked Julie                     | Julidochromis marlieri         |  | 15 cm (5,9 in) fem / 10 cm (3,9 in) male |  | Dễ         | Màu sắc nổi bật                                                                                        |
| Julie cichlid                    | Julidochromis ornatus          |  |                                          |  |            | |
| Julie cichlid                    | Julidochromis regani           |  | 15 cm (5,9 in) fem / 10 cm (3,9 in) male |  |            | |
| Julie cichlid                    | Julidochromis transcriptus     |  | 10 cm (3,9 in)                           |  | Trung bình | Màu sắc nổi bật                                                                                        |
| Herring cichlid, Sardine cichlid | Cyprichromis spp.              |  |                                          |  |            | |
|                                  | Ectodus descampsii             |  |                                          |  |            | |
|                                  | Chalinochromis spp.            |  |                                          |  |            | |
|                                  | Neolamprologus multifasciatus  |  | 3,8 cm (1,5 in)                          |  |            | |
|                                  | Lamprologus ocellatus          |  | 5 cm (2,0 in)                            |  |            | |
|                                  | Neolamprologus similis         |  | 3,8 cm (1,5 in)                          |  |            | |
|                                  | Lobochilotes labiatus          |  | 40 cm (16 in)                            |  |            | |
| Lyretail cichlid, fairy cichlid  | Neolamprologus brichardi       |  | 10 cm (3,9 in)                           |  | Dễ         | |
| Lemon cichlid                    | Neolamprologus leleupi         |  | 11,5 cm (4,5 in)                         |  |            | |
| Featherfin                       | Opthalmotilapia ventralis      |  | 15 cm (5,9 in)                           |  |            | |
|                                  | Petrochromis trewavasae        |  | 20 cm (7,9 in)                           |  |            | Aggressive                                                                                             |
|                                  | Petrochromis sp. "Zaire Texas" |  | 18 cm (7,1 in)                           |  |            | |
|                                  | Simochromis pleurospilus       |  | 10 cm (3,9 in)                           |  |            | |
|                                  | Tropheus duboisi               |  | 13 cm (5,1 in)                           |  | Khó        | Con đực rất hung dữ; Chưa trưởng thành có màu sắc đặc biệt                                             |
|                                  | Tropheus moorii                |  | 14 cm (5,5 in)                           |  | Dễ         | |
|                                  | Tropheus polli                 |  | 14 cm (5,5 in)                           |  |            | |

| Cá rôi Hồ Victoria |

|                    | Astatotilapia aenocolor              |  | 13 cm (5,1 in)   |  |  |  |
|                    | Astatotilapia elegans                |  | 10 cm (3,9 in)   |  |  |  |
| Zebra obliquidens  | Astatotilapia latifasciata           |  | 11,5 cm (4,5 in) |  |  |  |
|                    | Astatotilapia nubila                 |  | 11,5 cm (4,5 in) |  |  |  |
|                    | Astatotilapia piceatus               |  | 10 cm (3,9 in)   |  |  |  |
|                    | Astatotilapia schubotziellus         |  | 10 cm (3,9 in)   |  |  |  |
|                    | Astatotilapia sp. "Red Tail"         |  | 11,5 cm (4,5 in) |  |  |  |
|                    | Astatotilapia sp. "Spot Bar"         |  | 13 cm (5,1 in)   |  |  |  |
| Hippo Point Salmon | Ptyochromis sp. "Hippo Point Salmon" |  | 14 cm (5,5 in)   |  |  |  |
| Flameback          | Pundamilia nyererei                  |  | 10 cm (3,9 in)   |  |  |  |
|                    | Xystichromis phytophagus             |  | 10 cm (3,9 in)   |  |  |  |

| Cá rô Miscellaneous châu Phi (trừ-Hồ Rift) |

| Tên thường gọi                           | Tên khoa học              | Hình ảnh     | Kích cỡ | Xếp loại | Độ khó                                                   | Bình luận | Nhiệt độ | Độ ph |
| ---------------------------------------- | ------------------------- | ------------ | ------- | -------- | -------------------------------------------------------- | --- | --- | ----- |
| African butterfly cichlid                | Anomalochromis thomasi    |              |         |          |                                                          | | |       |
| Jewel cichlid, two-spotted jewel cichlid | Hemichromis bimaculatus   | \|4-5 inch\| |         | Dễ       | Các loài Hemichromis khác đôi khi được bán dưới cùng tên | | |       |
|                                          | Steatocranus spp.         |              |         |          |                                                          | | |       |
|                                          | Hemichromis lifalili      |              |         |          |                                                          | | |       |
| Kribensis, krib                          | Pelvicachromis pulcher    |              |         |          | Dễ                                                       | Dễ dàng sinh sản trong hồ nhỏ. Hung dữ và có tập tính lãnh thổ đối với các loài cá khác, đặc biệt là loài của chính nó trong quá trình giao phối và sau khi sinh sản | Dễ dàng sinh sản trong hồ nhỏ. Hung dữ và có tập tính lãnh thổ đối với các loài cá khác, đặc biệt là loài của chính nó trong quá trình giao phối và sau khi sinh sản |       |
| Cá rô phi ngựu vằn                       | Tilapia buttikoferi       |              |         |          |                                                          | | |       |
| Guenther's Mouthbrooder                  | Chromidotilapia guentheri |              |         |          |                                                          | | |       |
| Allauad's haplo                          | Astatoreochromis alluaudi |              |         |          |                                                          | | |       |
| Pale usisya aulonocara                   | Aulonocara steveni        |              |         |          |                                                          | | |       |
|                                          | Benthochromis tricoti     |              |         |          |                                                          | | |       |

| Cá rô lùn (apistogramma, Mikrogeophagus và khác) |

| Agassiz's dwarf cichlid    | Apistogramma agassizii     |  |                 |                                | Khá khó    | Đẹp          |
| Zebra acara                | Nannacara adoketa          |  |                 |                                |            |              |
| Yellow dwarf cichlid       | Apistogramma borellii      |  |                 |                                |            |              |
| Cockatoo dwarf cichlid     | Apistogramma cacatuoides   |  |                 |                                |            |              |
| Panda dwarf cichlid        | Apistogramma nijsseni      |  |                 |                                |            |              |
| Three-Stripe Dwarf Cichlid | Apistogramma trifasciata   |  |                 |                                |            |              |
|                            | Apistogramma eremnopyge    |  |                 |                                |            |              |
| Two-Stripe Dwarf Cichlid   | Apistogramma bitaeniata    |  | 7,5 cm (3,0 in) | 40 lít (10 gallon) cho một cặp | Trung bình |              |
| Checkerboard Cichlid       | Dicrossus filamentosus     |  |                 |                                |            |              |
| Blue ram, German ram       | Mikrogeophagus ramirezi    |  |                 |                                | Dễ         | Khá phổ biến |
| Bolivian ram               | Mikrogeophagus altispinosa |  |                 |                                |            |              |
| Dwarf flag cichlid         | Laetacara curviceps        |  |                 |                                |            |              |

| Cá rô Mỹ (cichlasoma, Aequidens, Cá thiên thần, Symphysodon và khác) |

| Midas cichild, red devil cichlid       | Amphilophus citrinellus     |  |                |  |            | Note that Amphilophus labiatus is also called red devil cichild |
| Poor man's tropheus                    | Hypsophrys nematopus        |  |                |  |            | |
| Red devil cichlid                      | Amphilophus labiatus        |  |                |  |            | |
| Firemouth cichlid                      | Cichlasoma meeki            |  |                |  | Dễ         | Xâm lược thường trung bình, dễ dàng nhân giống |
| Jack Dempsey cichlid                   | Cichlasoma octofasciatum    |  |                |  |            | |
| Jaguar cichlid, managuense cichlid     | Parachromis managuensis     |  |                |  | Dễ         | Ở cá trưởng thành đặc biệt đẹp, kích cỡ trưởng thành |
| Mayan cichlid                          | Cichlasoma urophthalmus     |  |                |  |            | |
| Convict cichlid                        | Archocentrus nigrofasciatus |  |                |  | Dễ         | Phổ biến, rất dễ nuôi, hung dữ. Một loài cá đẹp với tính khí xấu. Các biến thể nhỏ về màu sắc, được tìm thấy trong màu đen và trắng |
| T-bar cichlid                          | Cryptoheros sajica          |  |                |  |            | |
| Severum                                | Heros severus               |  |                |  | Dễ         | màu vàng phổ biến hơn so với màu xanh lá cây tự nhiên một |
| Green terror                           | Andinoacara rivulatus       |  |                |  |            | Khá phổ biến |
| Blue acara                             | Andinoacara pulcher         |  |                |  |            | |
| Thread-finned acara                    | Acarichthys heckelii        |  |                |  |            | |
| Eartheater cichlid                     | Geophagus altifrons         |  |                |  |            | |
| Greenstreaked Eartheater,cupid cichlid | Biotodoma cupido            |  |                |  |            | |
| Keyhole cichlid                        | Cleithracara maronii        |  |                |  |            | |
| Cá thần tiên                           | Pterophyllum scalare        |  | 15 cm (5,9 in) |  | Trung bình | một số giống màu; loài này là cá thần tiên phổ biến ở thị trường cá cảnh. Cá thần tiên có thể phát triển lên đến mười lăm cm (sáu inch), và do đó cần được đặt trong một bể cá lớn. Cá thần tiên nên được giữ một mình, hoặc giữ với ba hoặc nhiều hơn. Điều này là do, nếu hai con cá ở với nhau được giữ lại với nhau, những con cá lớn hơn sẽ đánh cá nhỏ hơn. |
|                                        | Pterophyllum altum          |  |                |  | khó        | |
| Cá thần tiên đốm                       | Pterophyllum leopoldi       |  |                |  |            | |
| Cá đĩa đỏ                              | Symphysodon discus          |  | 20 cm (7,9 in) |  | Khó        | Cá đĩa đòi hỏi chất lượng nước cao và một chế độ ăn uống đa dạng. |
| Cá đĩa thông thường                    | Symphysodon aequifasciatus  |  | 20 cm (7,9 in) |  | Khó        | lai ưa thích của các loài và Symphysodon discus này cũng có thể được tìm thấy trong thương mại |
|                                        | Hypselecara temporalis      |  |                |  |            | |
| Cá tai tượng châu Phi                  | Astronotus ocellatus        |  | 45 cm (18 in)  |  |            | |
| Uaru, waroo                            | Uaru amphiacanthoides       |  |                |  |            | Còn được gọi là Triangle Ciclid. |
|                                        | Cichla orinocensis          |  |                |  |            | |
|                                        | Herichthys cyanoguttatus    |  |                |  | Dễ         | Kích cỡ trưởng thành |

| Cá rô khác |

| Orange chromide | Etroplus maculatus |                |  |           |  | |
| Cá vẹt đỏ       | - Lai -            |                |  |           |  | Trong cộng đồng khoa học nó không được coi là một cichlid (hoặc bất kỳ loài cá nào) bởi vì nó không xuất hiện trong tự nhiên (được tạo ra bởi con người), vì lý do này, nó không được cho một tên khoa học. |
| Cá la hán       | - Lai -            | 25 cm (9,8 in) |  | Difficult |  | Trong cộng đồng khoa học nó không được coi là một cichlid (hoặc bất kỳ loài cá nào) bởi vì nó không xuất hiện trong tự nhiên (được tạo ra bởi con người), vì lý do này, nó không được cho một tên khoa học. |
| Cá rô sói       | Parachromis dovii  |                |  |           |  | |

## Cá chép
| Barbus |

| Cá đòng đong Arulius      | Puntius arulius           |  | 12 cm (4,7 in)   |          |    |                                                    |
|                           | Puntius dunckeri          |  | 13 cm (5,1 in)   |          |    |                                                    |
| Cá đòng đong ruby đen     | Puntius nigrofasciatus    |  | 6,5 cm (2,6 in)  |          |    |                                                    |
|                           | Puntius oligolepis        |  | 5 cm (2,0 in)    |          |    |                                                    |
| Cá đòng đong anh đào      | Puntius titteya           |  | 4,8 cm (1,9 in)  | Theo đàn | Dễ | Rất hiền lành                                      |
|                           | Barbus callipterus        |  | 7,5 cm (3,0 in)  |          |    |                                                    |
| Cá đòng đong hề           | Puntius everetti          |  | 15 cm (5,9 in)   |          |    |                                                    |
| Cá đòng đong vàng         | Puntius semifasciolatus   |  | 8 cm (3,1 in)    | Theo đàn | Dễ |                                                    |
| Cá đòng đong vàng         | Puntius gelius            |  | 5 cm (2,0 in)    |          |    |                                                    |
| Cá đòng đong sọc xanh     | Puntius vittatus          |  | 5 cm (2,0 in)    |          |    |                                                    |
| Cá đòng đong dưa          | Puntius fasciatus         |  | 15 cm (5,9 in)   |          |    |                                                    |
|                           | Puntius padamya           |  | 8 cm (3,1 in)    | Theo đàn | Dễ |                                                    |
| Cá đòng đong một đốm      | Puntius terio             |  | 15 cm (5,9 in)   |          |    |                                                    |
| Cá ngũ vân                | Puntius pentazona         |  | 5 cm (2,0 in)    |          |    | loài này có thể bị nhầm lẫn với cá tứ vân          |
| Cá đòng đong hồ           | Puntius sophore           |  | 18 cm (7,1 in)   |          |    |                                                    |
|                           | Puntius partipentazona    |  | 3,8 cm (1,5 in)  |          |    |                                                    |
| Cá đòng đong Dentison     | Puntius denisonii         |  | 16 cm (6,3 in)   |          |    |                                                    |
| Cá đòng đong hồng         | Puntius conchonius        |  | 13 cm (5,1 in)   | Theo đàn | Dễ |                                                    |
| Cá đòng đong vây ngắn     | Barbus brevipinnis        |  | 4,6 cm (1,8 in)  |          |    |                                                    |
| Cá đòng đong chữ t        | Puntius lateristriga      |  | 20 cm (7,9 in)   |          |    |                                                    |
| Cá đòng đong thông thường | Puntius binotatus         |  | 19,5 cm (7,7 in) |          |    |                                                    |
|                           | Puntius phutunio          |  | 7,8 cm (3,1 in)  |          |    |                                                    |
| Cá đòng đong đầm lầy      | Puntius chola             |  | 15 cm (5,9 in)   |          |    |                                                    |
|                           | Barbus ticto              |  | 10 cm (3,9 in)   |          |    |                                                    |
|                           | Puntius stoliczkanus      |  | 5 cm (2,0 in)    |          |    |                                                    |
| Cá tứ vân                 | Puntius tetrazona         |  | 7,5 cm (3,0 in)  | Theo đàn | Dễ |                                                    |
| Cá đòng đong thiếc        | Barbonymus schwanenfeldii |  | 36 cm (14 in)    |          |    | Loài này là lớn hơn nhiều so với hầu hết barb khác |

| Cá chép nước lạnh |

Common dace|| Leuciscus leuciscus ||  || align="center" | 40
 cm (16
 in)
 || || || Nhiệt độ 39-72 °F (4-22 °C); pH 6,0-8,0

| Cá vàng          | Carassius auratus      |  | 15+ cm (6+ in)     | Theo dàn       | Dễ | Biến thể: Black Moor, Bubble Eye, Butterfly Tail, Calico, Celestial Eye, Comet, Common, Fantail, Lionchu, Lionhead, Oranda, Panda Moor, Pearlscale, Pompom, Ranchu, Ryukin, Shubunkin, Telescope eye, Veiltail |
| Koi, common carp | Cyprinus carpio        |  | 30+ cm (12+ in)    | Pond           | Dễ | Biến thể của Cá chép |
|                  | Tanichthys albonubes   |  | 3,8 cm (1,5 in)    | Pond/Community | Dễ | |
| Cá tuế đỏ hồng   | Pimephales promelas    |  | 5-7.5 cm (2–3 in)  |                | Dễ | Nhiệt độ 10 - 21 °C (50 - 70 °F) pH 7.0 - 7.5 |
|                  | Phoxinus erythrogaster |  | 7.5–10 cm (3–4 in) |                | Dễ | |

| Danio và danionin |

|                     | Devario devario       |  |                         |          |    | |
| Cá xảm khổng lồ     | Devario aequipinnatus |  |                         |          |    | |
| Cá xảm Malabar      | Devario malabaricus   |  | 11.5–14 cm (4.5-5.5 in) | Theo đàn | Dễ | |
| Cá sọc dưa tím      | Danio albolineatus    |  | 6,5 cm (2,6 in)         |          | Dễ | Phân loài:blue-redstripe danio, Kedah danio                                                                     |
| Cá xảm nữ hoàng     | Devario regina        |  |                         |          |    | |
| Cá sọc dưa đốm      | Danio nigrofasciatus  |  |                         |          | Dễ | |
| Cá sọc dưa ngọc lam | Danio kerri           |  |                         |          |    | |
| Cá ngựa vẳn         | Danio rerio           |  | 5 cm (2,0 in)           |          | Dễ | có rất nhiều biến thể của loài cá này: leopard danio, các đốm màu đậm, và GloFish, cá huỳnh quang biến đổi gen. |

| Cá lòng tong |

|  |                        |  | 5 cm (2,0 in)   | Theo đàn | Dễ |                                               |
|  |                        |  | 5 cm (2,0 in)   | Theo đàn | Dễ |                                               |
|  | Rasbora borapetensis   |  |                 |          |    |                                               |
|  | Rasbora pauciperforata |  | 7,5 cm (3,0 in) | Theo đàn |    | Phạm vi: Sumatra Nhiệt độ 22-29 °C (72-85 °F) |
|  | Rasbora vulcanus       |  |                 |          |    |                                               |

| Cá chép khác |

|                  | Balantiocheilus melanopterus |  | 40 cm (16 in) | Theo đàn |      |                                                                                       |
| Cá cáo bay       | Epalzeorhynchos kalopterus   |  |               |          |      | loài này có thể được bán như Siamese algae eater                                      |
|                  | Epalzeorhynchos bicolor      |  | 7 in          | Theo đàn | dễ   | tốt nhất giữ một mình hoặc theo nhóm 5 cá hoặc hơn.                                   |
|                  | Epalzeorhynchos frenatum     |  | 7 in          | Theo đàn | Dễ   | tốt nhất giữ một mình hoặc theo nhóm 5 cá hoặc hơn.                                   |
| Cá may Cambuchia | Garra cambodgiensis          |  |               |          |      | loài này có thể được bán như Siamese algae eater                                      |
| Cá may           | Gyrinocheilus aymonieri      |  |               |          | Easy | loài này có thể được bán như Siamese algae eater. Một hình thức màu vàng còn tồn tại. |
| Cá may Xiêm      | Crossocheilus siamensis      |  | 6 in          | Theo đàn | Dễ   |                                                                                       |

## Darters
| Common name            | Taxonomy              | Picture | Size | Tank Type | Care Level | Remarks |
| ---------------------- | --------------------- | ------- | ---- | --------- | ---------- | ------- |
| African striped darter | Nannocharax fasciatus |         |      |           |            |         |
| Banded darter          | Etheostoma zonale     |         |      |           |            |         |
| Gilt darter            | Percina evides        |         |      |           |            |         |
| Orangethroat darter    | Etheostoma spectabile |         |      |           |            |         |
| Rainbow darter         | Etheostoma caeruleum  |         |      |           |            |         |
| Splendid darter        | Etheostoma barrenense |         |      |           |            |         |

## Cá bống
| Tên thông thường         | Phân loại                 | Ảnh | Kích cỡ | Tank Type | Độ khó | Bình luận |
| ------------------------ | ------------------------- | --- | ------- | --------- | ------ | --------- |
| Black toraja goby        | Mugilogobius sarasinorum  |     |         |           |        |           |
| Bumblebee goby           | Brachygobius doriae       |     |         |           |        |           |
| Dragon goby, Violet goby | Gobioides broussonnetii   |     |         |           |        |           |
| Emerald river goby       | Gobionellus smaragdus     |     |         |           |        |           |
| Empire goby              | Hypseleotris maculatus    |     |         |           |        |           |
| Knight goby              | Stigmatogobius sadanundio |     |         |           |        |           |
| Marbled sleeper          | Oxyeleotris marmorata     |     |         |           |        |           |
| No Common Name           | Rhinogobius duospilus     |     |         |           |        |           |
| Peacock goby             | Tateurndina ocellicauda   |     |         |           |        |           |
| Purple sleeper goby      | Mogurnda mongurnda        |     |         |           |        |           |
| Striped sleeper goby     | Dormitator maculatus      |     |         |           |        |           |

## Cá Killi
| Tên thường gọi       | Tên khoa học            | Hình ảnh | Kích cỡ       | Xếp loại | Độ khó        | Bình luận                                                                       | Nhiệt độ | Độ ph |
| -------------------- | ----------------------- | -------- | ------------- | -------- | ------------- | ------------------------------------------------------------------------------- | -------- | ----- |
| Cá đuôi đàn lia xanh | Fundulopanchax gardneri |          | 2 in          | Loài     | Dễ/trung bình |                                                                                 |          |       |
|                      | Nothobranchius rachovii |          | 6 cm (2,4 in) | Loài     | Dễ/trung bình | Được coi là loài cá nước ngọt đẹp nhất của một số những người đam mê killifish. |          |       |
|                      | Aplocheilus lineatus    |          |               | Loài     | Dễ            |                                                                                 |          |       |

## Anabantoidei
| Tên thường gọi   | Tên khoa họ                  | Hình ảnh | Kích cỡ          | Xếp loại | Độ khó     | Bình luận                                                                                      | Nhiệt độ | Độ ph |
| ---------------- | ---------------------------- | -------- | ---------------- | -------- | ---------- | ---------------------------------------------------------------------------------------------- | -------- | ----- |
| Cá sặc Sô cô la  | Sphaerichthys osphromenoides |          | 7 cm (2,8 in)    |          | Khó        |                                                                                                |          |       |
| Cá bãi trầu      | Trichopsis vittata           |          | 6,5 cm (2,6 in)  |          |            | thường bị nhầm lẫn với pygmy gourami                                                           |          |       |
| Cá sặc gấm       | Colisa lalia                 |          | 5 cm (2,0 in)    | Theo đàn | Trung bình |                                                                                                |          |       |
| Cá tai tượng     | Osphronemus goramy           |          | 60 cm (24 in)    |          |            |                                                                                                |          |       |
| Cá lia thia      | Macropodus opercularis       |          | 7,5 cm (3,0 in)  |          |            |                                                                                                |          |       |
| Cá sặc ngọc trai | Trichopodus leerii           |          | 11,5 cm (4,5 in) |          |            |                                                                                                |          |       |
|                  | Trichopsis pumila            |          | 3,8 cm (1,5 in)  |          |            | Thường bị nhầm lẫn với cá bả trầu                                                              |          |       |
| Cá hường         | Helostoma temminckii         |          | 15 cm (5,9 in)   |          |            | Dạng màu hồng là phổ biến hơn dạng màu xanh lá cây tự nhiên.                                   |          |       |
| Cá sặc điệp      | Trichopodus microlepis       |          | 15 cm (5,9 in)   |          |            |                                                                                                |          |       |
| Cá sặc rằn       | Trichopodus pectoralis       |          | 20 cm (7,9 in)   |          |            |                                                                                                |          |       |
| Cá sặc ba sọc    | Trichopodus trichopterus     |          | 10 cm (3,9 in)   |          | Dễ         | Giống màu khác nhau cho mỗi một tên khác nhau (blue gourami, gold gourami, và opaline gourami) |          |       |
| Cá đá            | Betta splendens              |          | 7,5 cm (3,0 in)  |          | Dễ         | Loài này đơn độc với con đực theo đàn với con cái.                                             |          |       |

## Cá đẻ con.
| Poecilia |

| Tên thường gọi        | Tên khoa học        | Hình ảnh | Kích cỡ         | Xếp loại | Độ khó | Bình luận                                                                                            | Nhiệt độ | Độ ph |
| --------------------- | ------------------- | -------- | --------------- | -------- | ------ | --- | -------- | ----- |
| Cá bảy màu            | Poecilia reticulata |          | 5 cm (2,0 in)   |          | Dễ     | Nhiều màu sắc và hoa văn đuôi tồn tại                                                                |          |       |
| Cá bảy màu rừng       | Poecilia wingei     |          | 3,8 cm (1,5 in) |          | Dễ     | |          |       |
| Cá molly đen          | Poecilia sphenops   |          | 5 cm (2,0 in)   |          | Dễ     | |          |       |
| Cá molly vây cờ       | Poecilia latipinna  |          | 5 cm (2,0 in)   | Loài     | Dễ     | Giống vàng và bạc thường được tìm thấy, cũng phát triển mạnh trong nước lợ                           |          |       |
|                       | Lai                 |          | 5 cm (2,0 in)   |          | Dễ     | |          |       |
| Cá molly đuôi đàn lia | Nhiều               |          | 5 cm (2,0 in)   |          | Dễ     | Lyretail Mollies are available in all of these species, can be cross bred with any species of Molly. |          |       |

| Xiphophorus |

|                   | Xiphophorus maculatus |  |  | Community/Species | Dễ dàng | Nhiều loại màu sắc tồn tại |
|                   | Xiphophorus variatus  |  |  | Community         | Dễ dàng | Nhiều loại màu sắc tồn tại |
| Cá đuôi kiếm xanh | Xiphophorus hellerii  |  |  | Community         | Dễ dàng | Nhiều loại màu sắc tồn tại |

## Cá chép
| Cobitidae |

| Tên thường gọi            | Tên khoa học               | Hình ảnh | Kích cỡ | Tank Type | Độ khó để chăm sóc | Bình luận |
| ------------------------- | -------------------------- | -------- | ------- | --------- | ------------------ | --- |
| Bengal loach              | Botia dario                |          |         |           |                    | thích cát sông trong bể vì họ muốn tự bảo vệ mình trong đó.                                                           |
| Blue botia                | Yasuhikotakia modesta      |          |         |           |                    | |
| Burmese border loach      | Botia kubotai              |          |         |           |                    | |
| Clown loach               | Chromobotia macracanthus   |          | 7-15 in | community | dễ                 | Clown Loach có một tính cách hòa đồng và nên được giữ trong ít nhất là nhóm 5 cá thể. Chúng có thể ăn ốc giữ trong hồ |
| Dwarf loach               | Yasuhikotakia sidthimunki  |          |         |           |                    | trước đây có tên là Botia sidthimunki                                                                                 |
| Dojo loach, weather loach | Misgurnus anguillicaudatus |          |         |           |                    | |
| Horseface loach           | Acantopsis choirorhynchus  |          |         |           |                    | |
| Kuhli loach, coolie loach | Pangio kuhlii              |          |         | Community | Dễ                 | một số loài Pangio tương tự được bán dưới cùng tên                                                                    |
| Longnose loach            | Acantopsis octoactinotos   |          |         |           |                    | |
| Skunk loach               | Yasuhikotakia morleti      |          |         |           |                    | trước đây có tên là Botia morleti                                                                                     |
| Yoyo loach                | Botia almorhae             |          |         |           |                    | |
| Zebra loach               | Botia striata              |          |         |           |                    | |

| cypriniformes |

| Chinese high fin banded shark | Myxocyprinus asiaticus   |  | 90+ cm (36+ in) | Goldfish/Large Pond | Khó | highfin shark là một con cá thật sự độc đáo. Ở con nhỏ có vây lưng cao, một cơ thể đầy đặn, và màu sắc rực rỡ. Tuy nhiên, khi cá trưởng thành, các đặc tính của cá thay đổi đáng kể. Vây lưng trở nên ngắn hơn, cá đạt được một hình dạng hình trụ hơn, và mất dần màu sắc cho đến khi thành một màu nâu sẫm. Cá là không thích hợp cho bể cá vì kích thước của nó có thể phát triển lớn. Chúng không có thể được nuôi với cá nhiệt đới do sở thích nhiệt độ thấp hơn của chúng. |
| Chinese hillstream loach      | Beaufortia kweichowensis |  | 3 in            | community           | Dễ  | ăn rất nhiều tảo. Cần mức độ oxy cao |

## Gymnotiform
| Common name   | Taxonomy                  | Picture | Size  | Tank Type | Care Level   | Remarks                                                                        |
| ------------- | ------------------------- | ------- | ----- | --------- | ------------ | ------------------------------------------------------------------------------ |
| Cá dao ma đen | Apteronotus albifrons     |         | 20 in |           | . Trung bình | Nhiệt độ 23-28C (73-82F). pH 6,0-8,0                                           |
| Cá dao ma nâu | Apteronotus leptorhynchus |         |       |           | Trung bình   |                                                                                |
| Cá thát lát   | Chitala chitala           |         |       |           | Trung bình   |                                                                                |
| Cá chình điện | Electrophorus electricus  |         |       |           | Khá khó      | bất hợp pháp trong một số lĩnh vực; nguy hiểm, kích thước trưởng thành rất lớn |

## Cá nóc
| Cá nóc số 8               | Tetraodon biocellatus         | Tập tin:Tbiocellatus.jpg | 6 cm           |  | Trung bình | thường được bán như cá nước ngọt, nhưng loài này thích nước lợ                                                                                           |
| Cá nóc đốm xanh           | Tetraodon nigroviridis        |                          | 15 cm (5,9 in) |  | Khó        | thường được bán như cá nước ngọt, nhưng loài này thực sự phát triển mạnh trong nước lợ và thậm chí có thể yêu cầu nước mặn khi đạt đến tuổi trưởng thành |
| Cá nóc nước ngọt khổng lồ | Tetraodon mbu                 | Tập tin:MooBoo.jpg       | 75 cm (30 in)  |  | Khó        | Cá này cũng xuất hiện ở các cửa sông. |
| Cá nóc lùn                | Carinotetraodon travancoricus |                          | 2,9 cm         |  | Dễ         | |
| Cá nóc Congo              | Tetraodon miurus              |                          | 15 cm (5,9 in) |  | Khó        | |

## Cá cầu vồng
|                        | Glossolepis incisus              |  | 13–15 cm (5–6 in)    |      |    |                                                                                            |
| Cá cầu vồng sông Tami  | Glossolepis pseudoincisus        |  | 7,5 cm (3,0 in)      |      |    | hay còn gọi là Cá cầu vồng thiên niên kỷ                                                   |
| Cá cầu vồng hồ Wanam   | Glossolepis wanamensis           |  | 13–15 cm (5–6 in)    |      |    |                                                                                            |
|                        | Iriatherina werneri              |  |                      | Loài | Dễ | Threadfins có miệng rất nhỏ và không thể cạnh tranh tốt với các loài cá khác về thực phẩm. |
| Cá cầu vồng New Guinea | Melanotaenia affinis             |  | 13 cm (5,1 in)       |      |    |                                                                                            |
| Cá cầu vồng Boeseman   | Melanotaenia boesemani           |  | 10–13 cm (4–5 in)    |      |    |                                                                                            |
| Cá cầu vồng Duboulayi  | Melanotaenia duboulayi           |  | 13–15 cm (5–6 in)    |      |    |                                                                                            |
| Cá cầu vồng Australian | Melanotaenia fluviatilis         |  | 13–15 cm (5–6 in)    |      |    |                                                                                            |
| Cá cầu vồng hồ Kurumoi | Melanotaenia parva               |  | 7.5–8 cm (3-3.25 in) |      |    | hay còn gọi là Flame rainbowfish                                                           |
| Cá cầu vồng Neon       | Melanotaenia praecox             |  | 6-7.5 cm (2.5–3 in)  |      |    |                                                                                            |
|                        | Melanotaenia splendida splendida |  | 13–15 cm (5–6 in)    |      |    |                                                                                            |

## Mastacembelidae
| Cá chạch lửa     | Mastacembelus erythrotaenia |  | 100 cm (39.3 in) |  |  |  |
| Cá chạch lá tre  | Macrognathus siamensis      |  | 30 cm (11.8 in)  |  |  |  |
| Cá chạch sông    | Mastacembelus armatus       |  | 90 cm (35.4 in)  |  |  |  |
| Cá chạch gai nhỏ | Macrognathus aculeatus      |  |                  |  |  |  |

## Cá nhiều vây
| Tên thường gọi        | Tên khoa học              | Hình ảnh | Kích cỡ                                                                 | Xếp loại | Độ khó        | Bình luận | Nhiệt độ | Độ pH   |
| --------------------- | ------------------------- | -------- | ----------------------------------------------------------------------- | -------- | ------------- | --- | -------- | ------- |
| Cá nhiều vây xám      | Polypterus senegalus      |          | 35,5 cm (14,0 in) trong tự nhiên, 9 trong là điển hình hơn trong hồ nhà |          | Dễ            | Loài này ưa thích không gian rộng.Chúng là loài cá hung dữ sống về đêm.Chúng có thể sống ở trên cạn trong 1 khoảng thời gian dài. Một số cá thể có những khả năng kì diệu.                                             | 25-29 °C | 7.0-8.2 |
| Cá nhiều vây lòe loẹt | Polypterus ornatipinnis   |          | 60 cm (24 in)                                                           |          | Dễ/Trung bình | Loài này ưa thích không gian rộng.Chúng có thân và vây đầy những đốm lòe loẹt.Chúng là loài cá hung dữ sống về đêm.Chúng có thể sống ở trên cạn trong 1 khoảng thời gian dài. Một số cá thể có những khả năng kì diệu. | 26-28 °C | 6.0-8.0 |
| Cá nhiều vây bụi sậy  | Erpetoichthys calabaricus |          | 40 cm (16 in)                                                           |          | Dễ/Trung bình | Loài này ưa thích không gian rộng.Chúng là loài cá hung dữ sống về đêm.Đây là loại cá nhỏ nhất trong ba loại này.Chúng có thể sống ở trên cạn trong 1 khoảng thời gian dài. Một số cá thể có những khả năng kì diệu.   | 22-28 °C | 6.5-7.5 |

## Cá da trơn
| Callichthyidae |

| Tên thường gọi                | Tên khoa họ               | Hình ảnh                 | Kích cỡ           | Xếp loại | Độ khó        | Bình luận                                | Nhiệt độ | Độ pH   |
| ----------------------------- | ------------------------- | ------------------------ | ----------------- | -------- | ------------- | ---------------------------------------- | -------- | ------- |
| Cá nheo giáp đốm nâu          | Aspidoras fuscoguttatus   |                          | 3,8 cm (1,5 in)   |          | Dễ            |                                          | 22-25 °C | 5.5–6.8 |
| Cá nheo sao                   | Aspidoras lakoi           |                          | 4 cm (1,6 in)     |          | Dễ            |                                          |          |         |
| Cá nheo chạch                 | Aspidoras rochai          |                          | 4 cm (1,6 in)     |          | Dễ            |                                          |          |         |
| Cá chuột giả                  | Aspidoras pauciradiatus   | Tập tin:False cory 1.jpg | 2,9 cm (1,1 in)   |          | Dễ            |                                          | 23-28 °C | 6.5     |
| Cá chuột Britski              | Brochis britskii          |                          | 8,9 cm (3,5 in)   |          | Dễ            | Brochis thường đồng nghĩa với Corydoras  |          |         |
| Cá chuột lục bảo              | Brochis splendens         |                          | 10 cm (3,9 in)    |          | Dễ            | Brochis thường đồng nghĩa với Corydoras  | 21-28 °C | 6.5     |
| Cá chuột mũi heo              | Brochis multiradiatus     |                          | 6,6 cm (2,6 in)   |          | Dễ            | Brochis thường đồng nghĩa với Corydoras  |          |         |
| Cá nheo bọc thép              | Callichthys callichthys   |                          | 20 cm (7,9 in)    |          | Dễ/Trung bình |                                          |          |         |
| Cá chuột Adolfoi              | Corydoras adolfoi         |                          | 5,7 cm (2,2 in)   |          | Dễ            |                                          | 22-26 °C | 6.0-7.0 |
| Cá chuột sọc                  | Scleromystax barbatus     |                          | 10 cm (3,9 in)    |          | Dễ            |                                          |          |         |
| Cá chuột mặt nạ               | Corydoras metae           |                          | 4,8 cm (1,9 in)   |          | Dễ            |                                          | 22-26oC  | 6.0-7.0 |
| Cá chuột đuôi sọc             | Corydoras cochui          |                          | 2,5 cm (0,98 in)  |          | Dễ            |                                          |          |         |
| Cá chuột sọc đen              | Corydoras bondi           |                          | 4,7 cm (1,9 in)   |          | Dễ            |                                          |          |         |
| Cá chuột vây lưng đen         | Corydoras acutus          |                          | 4,4 cm (1,7 in)   |          | Dễ            |                                          |          |         |
| Cá chuột xanh                 | Corydoras nattereri       |                          | 5,4 cm (2,1 in)   |          | Dễ            |                                          |          |         |
| Cá chuột đốm xanh             | Corydoras melanistius     |                          | 5,1 cm (2,0 in)   |          | Dễ            |                                          |          |         |
| Cá chuột thường               | Corydoras aeneus          |                          | 6,35 cm (2,50 in) |          | Dễ            |                                          | 25-28oC  |         |
| Cá chuột mặt sọc              | Corydoras atropersonatus  |                          | 4,5 cm (1,8 in)   |          | Dễ            |                                          |          |         |
| Cá chuột Ehrhardt             | Corydoras ehrhardti       |                          | 4,1 cm (1,6 in)   |          | Dễ            |                                          |          |         |
|                               | Corydoras evelynae        |                          | 4 cm (1,6 in)     |          |               |                                          |          |         |
|                               | Corydoras geoffroy        |                          | 7 cm (2,8 in)     |          |               |                                          |          |         |
|                               | Corydoras latus           |                          | 5,2 cm (2,0 in)   |          |               |                                          |          |         |
|                               | Corydoras loxozonus       |                          | 4,9 cm (1,9 in)   |          |               |                                          |          |         |
|                               | Corydoras nanus           |                          | 4,5 cm (1,8 in)   |          |               |                                          |          |         |
|                               | Corydoras narcissus       |                          | 6,5 cm (2,6 in)   |          |               |                                          |          |         |
|                               | Corydoras ornatus         |                          | 4,9 cm (1,9 in)   |          |               |                                          |          |         |
|                               | Corydoras osteocarus      |                          | 4 cm (1,6 in)     |          |               |                                          |          |         |
|                               | Corydoras polystictus     |                          | 3,2 cm (1,3 in)   |          |               |                                          |          |         |
|                               | Scleromystax prionotos    |                          | 5,3 cm (2,1 in)   |          |               |                                          |          |         |
| Cá chuột lưng đen             | Corydoras semiaquilus     |                          | 6,0 cm (2,4 in)   |          | Dễ            |                                          |          |         |
| Cá chuột sọc ngang đen        | Corydoras septentrionalis |                          | 4,9 cm (1,9 in)   |          | Dễ            |                                          |          |         |
| Cá chuột thường               | Corydoras simulatus       |                          | 4,9 cm (1,9 in)   |          | Dễ            |                                          |          |         |
|                               | Corydoras undulatus       |                          | 4,4 cm (1,7 in)   |          | Dễ            |                                          |          |         |
| Cá chuột lùn                  | Corydoras hastatus        |                          | 3,5 cm (1,4 in)   |          | Dễ            | Đây là loại nhỏ nhất trong họ Corydoras. |          |         |
| Cá chuột voi                  | Corydoras elegans         |                          | 5,1 cm (2,0 in)   |          | Dễ            |                                          |          |         |
|                               | Corydoras sodalis         |                          | 4,9 cm (1,9 in)   |          |               |                                          |          |         |
| Cá chuột đốm giả              | Corydoras leucomelas      |                          | 4,5 cm (1,8 in)   |          | Dễ            |                                          |          |         |
| Cá chuột xanh vàng            | Corydoras melanotaenia    |                          | 5,8 cm (2,3 in)   |          | Dễ            |                                          |          |         |
| Cá chuột đuôi đen             | Corydoras guapore         |                          | 4,1 cm (1,6 in)   |          | Dễ            |                                          |          |         |
| Cá chuột khảm                 | Corydoras haraldschultzi  |                          | 5,9 cm (2,3 in)   |          | Dễ            |                                          |          |         |
| Cá chuột thân lưới            | Corydoras reticulatus     |                          |                   |          | Dễ            |                                          |          |         |
| Cá chuột gấu trúc             | Corydoras panda           |                          |                   |          | Dễ            |                                          |          |         |
| Cá chuột Pastazen             | Corydoras pastazensis     |                          |                   |          | Dễ            |                                          |          |         |
| Cá chuột hạt tiêu             | Corydoras paleatus        |                          |                   |          | Dễ            |                                          |          |         |
| Cá chuột hồng                 | Corydoras axelrodi        |                          |                   |          | Dễ            |                                          |          |         |
| Cá chuột nhỏ                  | Corydoras pygmaeus        |                          |                   |          | Dễ            |                                          |          |         |
| Cá chuột vây buồm             | Corydoras macropterus     |                          |                   |          | Dễ            |                                          |          |         |
| Cá chuột sọc đốm              | Corydoras habrosus        |                          |                   |          | Dễ            |                                          |          |         |
| Cá chuột Schwartz             | Corydoras schwartzi       |                          |                   |          | Dễ            |                                          |          |         |
| Cá chuột mũi dài              | Corydoras ambiacus        |                          |                   |          | Dễ            |                                          |          |         |
| Cá chuột Sterba               | Corydoras sterbai         |                          | 6,8 cm (2,7 in)   |          | Dễ            |                                          |          |         |
| Cá chuột Sychr                | Corydoras sychri          |                          |                   |          | Dễ            |                                          |          |         |
|                               | Corydoras caudimaculatus  |                          |                   |          |               |                                          |          |         |
| Cá chuột ba đốm, Cá chuột báo | Corydoras trilineatus     |                          | 6,1 cm (2,4 in)   |          | Dễ            |                                          |          |         |
|                               | Corydoras xinguensis      |                          |                   |          |               |                                          |          |         |
| Cá chuột juli                 | Corydoras julii           |                          |                   |          | Dễ            |                                          |          |         |

| Loricariidae |

| Tên thường gọi                         | Tên khoa học                   | Hình ảnh | Kích cỡ         | Xếp loại | Độ khó        | Bình luận                                                     | Nhiệt độ | Độ pH |
| -------------------------------------- | ------------------------------ | -------- | --------------- | -------- | ------------- | ------------------------------------------------------------- | -------- | ----- |
| Cá lau kiểng da beo                    | Ancistrus spp.                 |          |                 |          | Dễ            | Đây là loại phổ biến nhất trong họ Loricariidae.              |          |       |
| Cá lau kiếng đốm vàng                  | Baryancistrus spp.             |          |                 |          | Dễ            |                                                               |          |       |
| Cá lau kiếng                           | Rineloricaria spp.             |          |                 |          | Dễ            |                                                               |          |       |
|                                        | Farlowella spp.                |          |                 |          |               |                                                               |          |       |
| Cá ăn gỗ                               | Panaque spp.                   |          |                 |          | Dễ            | Loài này ăn gỗ mục.                                           |          |       |
| Cá lau kiếng khóm                      | Pseudorinelepis spp.           |          |                 |          | Dễ            |                                                               |          |       |
| Cá lau kiếng Cá lau kiếng Amazon       | Pterygoplichthys pardalis      |          | 16 cm (6,3 in)  |          | Dễ            |                                                               |          |       |
| Cá lau kiểng                           | Hypostomus punctatus           |          |                 |          | Dễ            |                                                               |          |       |
| Cá lau kiếng miệng hút                 | Hypostomus plecostomus         |          | 50 cm (20 in)   |          | Dễ            |                                                               |          |       |
| Cá tỳ bà beo Cá lau kiếng vây buồm báo | Pterygoplichthys gibbiceps     |          |                 |          | Dễ            |                                                               |          |       |
| Cá lau kiếng ngựa vằn                  | Hypancistrus zebra             |          |                 |          | Dễ            |                                                               |          |       |
| Cá lau kiếng vây buồm                  | Pterygoplichthys multiradiatus |          |                 |          | Dễ            |                                                               |          |       |
| Cá oto vàng                            | Macrotocinclus affinis         |          |                 |          | Dễ/Trung bình | Đây là loại nhỏ nhất và hiền lành nhất trong họ Loricariidae. |          |       |
| Cá oto vằn                             | Otocinclus cocama              |          |                 |          | Dễ            |                                                               |          |       |
|                                        | Ancistrus sp. gold albino      |          | 12 cm (4.75 in) |          | \|Dễ          |                                                               |          |       |

| Clariidae |

| Tên thường gọi | Tên khoa học      | Hình ảnh | Kích cỡ        | Xếp loại | Độ khó        | Bình luận                                                                                                  | Nhiệt độ | Độ pH |
| -------------- | ----------------- | -------- | -------------- | -------- | ------------- | --- | -------- | ----- |
| Cá trê trắng   | Clarias batrachus |          | 21 cm (8,3 in) |          | Dễ/trung bình | Loài này có thể sống sót ra khỏi nước và " đi bộ "miễn là giữ được độ ẫm ướt, trong một thời gian rất dài. |          |       |

| Aspredinidae |

| Tên thường gọi | Tên khoa họ              | Hình ảnh | Kích cỡ | Xếp loại | Độ khó        | Bình luận | Nhiệt độ | Độ pH |
| -------------- | ------------------------ | -------- | ------- | -------- | ------------- | --------- | -------- | ----- |
| Cá Banjo       | Bunocephalus coracoideus |          | 2–15 cm |          | Dễ/Trung bình |           |          |       |

| Doradidae |

| Tên thường gọi     | Tên khoa họ           | Hình ảnh | Kích cỡ                                                         | Xếp loại | Độ khó     | Bình luận                                                                 | Nhiệt độ | Độ pH |
| ------------------ | --------------------- | -------- | --------------------------------------------------------------- | -------- | ---------- | ------------------------------------------------------------------------- | -------- | ----- |
| Cá râu mèo sọc dưa | Platydoras armatulus  |          |                                                                 |          | Trung bình | Loài này chủ yếu ăn tảo. Nó cần hang, và sẽ ăn khi hết ánh sáng trong hồ. |          |       |
| Cá mèo đốm da trơn | Agamyxis pectinifrons |          | Con cái dài khoảng 6 in, con đực nhỏ hơn một chút khoảng 5,5 in |          | Trung bình | Loài này chủ yếu ăn tảo. Nó cần hang, và sẽ ăn khi hết ánh sáng trong hồ. |          |       |

| Mochokidae |

| Tên thường gọi    | Tên khoa họ               | Hình ảnh | Kích cỡ           | Xếp loại | Độ khó | Bình luận | Nhiệt độ | Độ pH |
| ----------------- | ------------------------- | -------- | ----------------- | -------- | ------ | --- | -------- | ----- |
| Cá mèo cu gáy     | Synodontis multipunctatus |          | 27,5 cm (10,8 in) |          |        | |          |       |
|                   | Synodontis decorus        |          |                   |          |        | |          |       |
|                   | Synodontis petricola      |          | 10 cm (3,9 in)    |          |        | |          |       |
|                   | Synodontis eupterus       |          |                   |          |        | |          |       |
|                   | Synodontis njassae        |          |                   |          |        | |          |       |
|                   | Synodontis angelicus      |          |                   |          |        | |          |       |
|                   | Synodontis nigrita        |          |                   |          |        | |          |       |
| Cá nheo lộn ngược | Synodontis nigriventris   |          | 9,6 cm (3,8 in)   |          |        | Loài này có 1 đặc điểm thú vị là chúng bơi lộn ngửa như cá sắp chết. Chúng thích ăn Tubifex, nhưng chế độ ăn uống chính của nó bao gồm tảo. |          |       |

| Pangasiidae |

| Tên thường gọi | Tên khoa họ             | Hình ảnh | Kích cỡ | Xếp loại | Độ khó         | Bình luận                                                          | Nhiệt độ | Độ pH |
| -------------- | ----------------------- | -------- | ------- | -------- | -------------- | ------------------------------------------------------------------ | -------- | ----- |
| Cá tra nuôi    | Pangasius hypophthalmus |          |         |          | Trung bình     | Loài này vừa được làm cảnh vừa được nuôi để lấy thịt.              |          |       |
| Cá vồ cờ       | Pangasius sanitwongsei  |          | >60 in  |          | Trung bình/Khó | Loài này rất háu ăn. Chúng rất giống với loài cá Thành Cát Tư Hãn. |          |       |

| Ariidae |

| Tên thường gọi | Tên khoa họ    | Hình ảnh | Kích cỡ | Xếp loại | Độ khó | Bình luận | Nhiệt độ | Độ pH |
| -------------- | -------------- | -------- | ------- | -------- | ------ | --------- | -------- | ----- |
| Cá úc Colombia | Arius seemanni |          |         |          |        |           |          |       |
| Cá úc Berney   | Arius berneyi  |          |         |          |        |           |          |       |
| Cá úc Úc       | Arius graeffei |          |         |          |        |           |          |       |

| Sheatfish |

| Tên thường gọi | Tên khoa họ            | Hình ảnh | Kích cỡ                                      | Xếp loại | Độ khó        | Bình luận | Nhiệt độ | Độ pH     |
| -------------- | ---------------------- | -------- | -------------------------------------------- | -------- | ------------- | --- | -------- | --------- |
| Cá thủy tinh   | Kryptopterus bicirrhis |          | 10–12 cm (4-5), 15 cm (6 in) trong tự nhiên. |          | Dễ/Trung bình | Loài này không có màu da,trong suốt.Chúng cần phải được lưu giữ trong một nhóm khoảng mười lăm con hoặc nhiều hơn. | 24-28 oC | \|6.0-8.0 |
| Cá trèn bầu    | Ompok bimaculatus      |          | 45 cm (18 in)                                |          | Trung bình    | Loài này khá giống với Kryptopterus bicirrhis nhưng chúng to và mập hơn.                                           |          |           |

| r |

| Tên thường gọi   | Tên khoa họ           | Hình ảnh | Kích cỡ        | Xếp loại | Độ khó     | Bình luận                                                | Nhiệt độ | Độ pH |
| ---------------- | --------------------- | -------- | -------------- | -------- | ---------- | -------------------------------------------------------- | -------- | ----- |
| Cá lăng ki       | Hemibagrus wyckii     |          | 71 cm (28 in)  |          | Trung bình | Loài này rất hung dữ và phải được giữ một mình           |          |       |
| Cá lăng nha      | Hemibagrus wyckioides |          | 130 cm (51 in) |          | Trung bình | Loài này rất hung dữ và phải được giữ một mình           |          |       |
| Cá lăng mặt trời | Horabagrus brachysoma |          | 45 cm (18 in)  |          | Trung bình | Loài này khác với hai loài trên:Chúng thường đi theo đàn |          |       |

| Cá nheo râu dài |

| Tên thường gọi          | Tên khoa họ                    | Hình ảnh | Kích cỡ          | Xếp loại | Độ khó         | Bình luận                                                                                           | Nhiệt độ | Độ ph     |
| ----------------------- | ------------------------------ | -------- | ---------------- | -------- | -------------- | --------------------------------------------------------------------------------------------------- | -------- | --------- |
|                         | Leiarius marmoratus            |          | 100 cm (39 in)   |          |                | |          |           |
|                         | Leiarius pictus                |          | 60 cm (24 in)    |          |                | |          |           |
| Cá hồng vĩ mỏ vịt       | Phractocephalus hemioliopterus |          | 180 cm (5,9 ft)  |          | Trung bình     | Loài này rất háu ăn.Chúng thường ăn xác chết.Chúng sẽ cần 300 US gallon (1,100 L) khi trưởng thành. |          |           |
| Cá nheo pictus râu dài  | Pimelodus pictus               |          | 30 cm (12 in)    |          | Dễ/Trung bình  | |          |           |
| Cá nheo văn hoa râu dài | Pimelodus ornatus              |          |                  |          |                | | 24-25oC  | \|6.0-7.2 |
| Cá nheo râu dài         | Pseudoplatystoma fasciatum     |          | 104 cm (3,41 ft) |          |                | Loài này thường bị dễ gây nhầm lẫn với P. tigrinum.                                                 |          |           |
| Cá nheo hổ râu dài      | Pseudoplatystoma tigrinum      |          | 130 cm (4,3 ft)  |          | Trung bình     | Loài này thường bị dễ gây nhầm lẫn với P. fasciatum.                                                |          |           |
| Cá nheo củi râu dài     | Sorubimichthys planiceps       |          | 178 cm (70 in)   |          |                | Loài này phát triển rất lớn và sẽ cần 450 US gallon (1,700 L) khi trưởng thành.                     |          |           |
| Cá nheo mũi xẻnh Lima   | Sorubium lima                  |          | 90 cm (3,0 ft)   |          | Trung bình/Khó | Loài này cực kỳ hung dữ và cực kỳ nhanh.                                                            |          |           |

## Cá láng
| Cá láng đốm       | Lepisosteus oculatus     |  | 70 cm (27.5 in)  | Lớn   | Gars are hardy fish. They have the ability to breathe atmosphere air by means of vascularised gas bladder that act as lung. They are generally peaceful, usually keeping to themselves and not disturbing others. Hence, if space allows, they can be kept in a group. Large gars are capable of inflicting a painful wound. If possible, try not to handle them with bare hands. Always use a net. |  |
| Cá láng Florida   | Lepisosteus platyrhincus |  | 70 cm (27.5 in)  | Large | |  |
| Cá láng mũi dài   | Lepisosteus platyrhincus |  |                  | Large | |  |
| Cá láng mũi ngắn  | Lepisosteus platyrhincus |  |                  | Large | |  |
|                   | Atractosteus spatula     |  | 300 cm (118 in)  | Large | |  |
| Cá láng Cuba      | Atractosteus treacherous |  | 200 cm (78.5 in) | Large | |  |
| Cá láng nhiệt đới | Atractosteus tropcius    |  | 150 cm (59 in)   | Large | |  |

## Cá khác
|             | Potamotrygon motoro |  |  |  |  |  |
|             | Dorithys martensii  |  |  |  |  |  |
| Cá tầm nhỏ  | Acipenser ruthenus  |  |  |  |  |  |
| Cá nhói     | Xenentodon cancila  |  |  |  |  |  |
| Cá chó Mỹ   | Esox americanus     |  |  |  |  |  |
|             | Brachirus panoides  |  |  |  |  |  |
| Cá gai suối | Culaea inconstans   |  |  |  |  |  |